# Stigmella intermedia
Stigmella intermedia là một loài bướm đêm thuộc họ Nepticulidae. Nó được tìm thấy ở Ohio, Arkansas, Kentucky và Ontario.

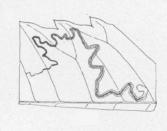
Mine

Sải cánh dài 3-3.5 mm. Usually there are but two generations per year, with larvae maturing in tháng 7 và overwintering, but occasionally a third generation appears.
Ấu trùng ăn Rhus typhina và Rhus aromatica. Chúng ăn lá nơi chúng làm tổ.